# Кусаков, Иван Саввич
Кусаков, Иван Саввич (? — 1801) — генерал-лейтенант, георгиевский кавалер.

## Биография
C 1761 по 1768 год проходил обучение в Морском кадетском корпусе.
Принимал участие в русско-турецкой войне 1768—1774 годов. В 1769 году нёс службу на фрегате «Надежда Благополучия», на котором в составе эскадре адмирала Г. А. Спиридова перешёл из Кронштадта в Средиземное море. В 1770 году принимал участие в бомбардировке крепости Модон и высадке десанта у крепости. На том же фрегате, а затем на линейном корабле «Чесма» выходил в крейсерство в Архипелаг и принимал участие в осаде и бомбардировке крепости Митилена в 1771 году.
После возвращения на фрегате «Африка» в Кронштадт, с 1775 по 1779 год проходил службу на кораблях Балтийского флота, после чего был переведён в Азовскую флотилию.
С командой направлен на Новохопёрскую, затем на Гнилотонскую верфи, откуда прибыл в Таганрог, где в 1779 году получил в командование фрегат «Святой Николай», в 1780 году — фрегат «Одиннадцатый», шхуну «Измаил» и галиот «Дунай», а в 1781 году — шхуны «Победослав Дунайский» и «Измаил».
В 1783 году назначен командиром фрегата «Девятый», на котором в составе отряда вице-адмирала Ф. А. Клокачева совершил переход из Керчи в Ахтиарскую бухту, где принимал участие в строительстве Севастополя. В Севастополе также до 1787 года командовал фрегатом «Святой Георгий Победоносец», а с 1788 по 1790 годы Новохопёрской верфью. 14 (25) апреля 1789 года произведен в чин капитана 1-го ранга, а 2 сентября 1793 года — в чин капитана бригадирского ранга.
В 1793 году был определен членом конторы Таганрогского порта, в 1799 году — советником Счетного департамента конторы главного командира Черноморского порта, а в 1800 году вновь направлен на Новохопёрскую верфь для наблюдения за постройкой судов. 23 января (3 февраля) 1797 года произведен в чин капитана генерал-майорского ранга, а 14 (26) марта 1801 года — генерал-лейтенантского ранга.
Скончался в 1801 году в Николаеве.